# Merton Stone

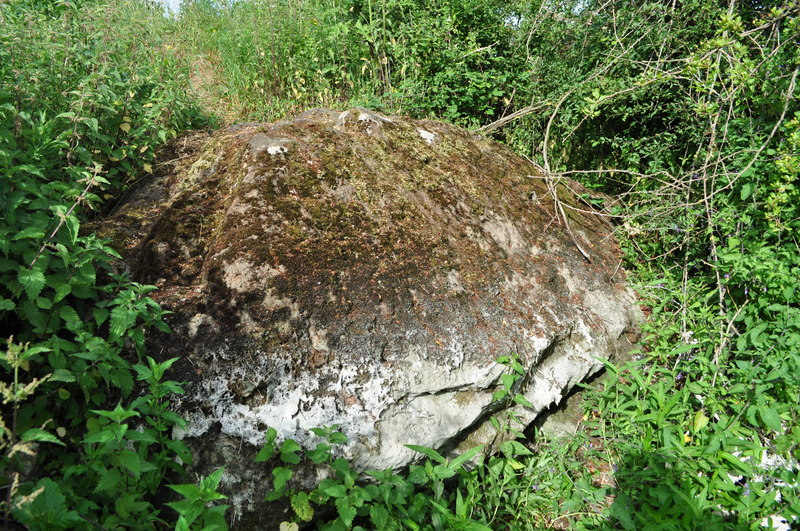
Der Merton Stone

Der Merton Stone in Großbritannien ist Norfolks größter Findling. Er liegt am Rande eines Felds westlich des Dorfes Merton in England. Charles Lyell (1797–1875), der Vater der modernen Geologie, hat ihn mehrmals besucht und schrieb über ihn in einem seiner „The-Principles-of-Geology“-Bände.
Es ist ein 3,7 m × 1,5 m × 1,5 m großer Felsbrocken aus Sandstein, der etwa 15 Tonnen wiegt und in einer Mergelgrube liegt. Der Stein wurde im 17. Jahrhundert beim Graben nach Mergel freigelegt.

## Legende
Nach der lokalen Legende wird das Dorf Merton überflutet, wenn der Merton Stone bewegt wird.
In der Nähe des Dorfes liegt ein klassisches Gebiet von so genannten „Shrieking pits“, die viele Teiche und kleine kreisförmige Flächen in Feldern bilden, aus dem Mittelalter stammen und beim Erzabbau entstanden sind. Im Ort befindet sich eine der 124 Rundturmkirchen von Norfolk.